# Мухаммад X аль-Ахнаф
Абу Абдаллах Мухаммад X ібн Усман (араб. أبو عبد الله الأحنف محم بن عثمان; нар. 1415 — 1454) — 17-й емір Гранадського емірату в 1445 і 1446—1447 роках. Його лакаб аль-Ахнаф перекладається як «Кульгавий». У християн відомий як Абеносмін.

## Життєпис
Походив з династії Насрідів. Син Усмана і онук Юсуфа III, еміра Гранади. Народився у 1415 році. Замолоду брав участь у військових сутичках з кастильцями. У 1429 році підтримав заколот проти свого стрийка — еміра Мухаммада VIII, ставши прихильником еміра Мухаммада IX.
1431 року очолив гранадське військо у війні проти Кастилії, але 1 липня в битві біля Ігеруели зазнав нищівної поразки. Внаслідок цього претендент на трон Юсуф ібн аль-Мавл зайняв Гранаду, де в січні став еміром. Втім невдовзі останній викликав загальне невдоволення. Цим скористався Мухаммад ібн Усман, який з 500 вершниками в лютому 1432 року захопив Гранаду, взявши в облогу еміра Юсуфа IV. У березні кастильці, що йшли на допомогу Юсуфові IV, були переможені в битві біля Вега військами на чолі з Мухаммадом ібн Усманом.
1432 року призначається валі (намісником) важливого міста Альмерія. 1445 року за невідомих обставин Мухаммад ібн Усман повстав проти Мухаммада IX, якого повалив, захопивши трон як Мухаммад X. Втім проти нього невдовзі виступив стриєчний брат Юсуф ібн Ахмад, який за підтримки клану Бану-Саррай повалий Мухаммада X.
У січні 1446 року Мухаммад X повалив Юсуфа V, відновившись на троні. Втім наприкінці 1447 року його знову було повалено — тепер Мухаммадом IX. Після цього перебував у в'язниці. 1454 року перед своєю смертю Мухаммад IX наказав стратити в'язня.